# Carolus XI (1683)
Carolus XI, även Konung Karl, var ett svenskt linjeskepp med 90 kanoner, som byggdes 1683 under skeppsbyggmästare Gunnar Roths ledning på Kalmar amiralitetsvarv. Namnet ändrades 1694 till Drottning Hedvig Eleonora. Fartyget deltog i expeditionen mot Danmark 1700. Det sänktes 1712 mellan Smörasken och Trehörningen utanför Karlskrona. 
Sannolikt är vraket samma som fornlämning ”RAÄ Karlskrona 99”, lokaliserat och undersökt av arkeologer 2016.